# Perdita venustella
Perdita venustella är en biart som beskrevs av Timberlake 1980. Perdita venustella ingår i släktet Perdita och familjen grävbin. Inga underarter finns listade i Catalogue of Life.